# Dänu Siegrist

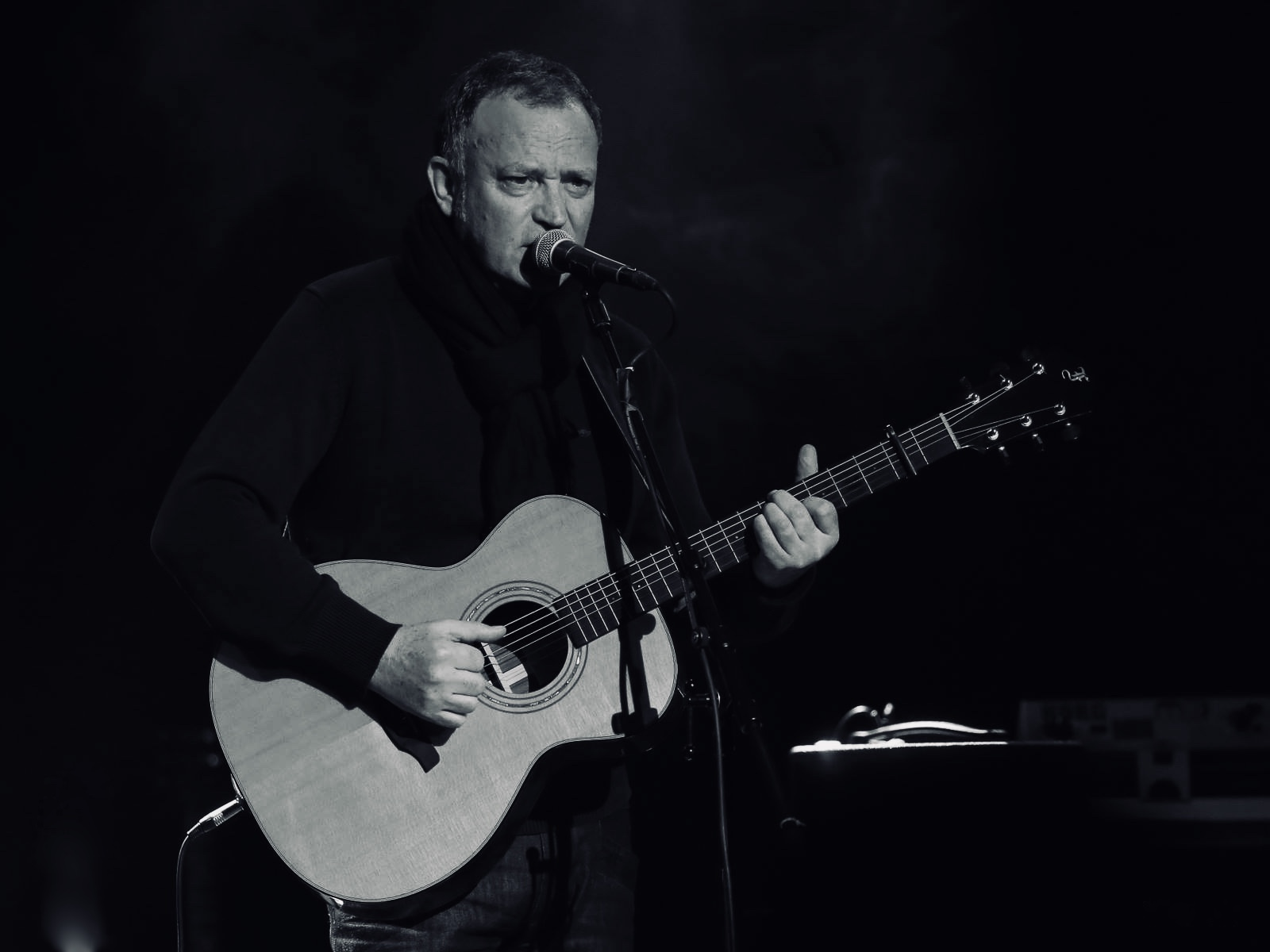
Der Berner Mundartsänger Dänu Siegrist gehört zu den Wegbereitern der Mundartrock- und -popmusik in der Schweiz

Dänu Siegrist (* 5. Juni 1954 in Bern als Daniel Giovanni Siegrist) ist ein Schweizer Mundart-Sänger und Singer-Songwriter.

## Werdegang
Von 1972 bis 1974 sammelte Siegrist als Gitarrist der Berner Artrock-Band Lindbergh erste Banderfahrungen. 1975 wurde er Mitglied der Band Span. Mit der Bandkommune lebte er sechs Jahre im Bauernhaus Hämlismatt bei Arni im Emmental. Dort arbeitete er ab 1977 auch mit Polo’s Schmetterding. Die Formation bestand aus der Band Span, der Pianistin Marianna Polistena und Polo Hofer. Die Zusammenarbeit mit Hofer dauerte vier Jahre, von 1977 bis 1981. Siegrist komponierte für Polo’s Schmetterding Songs wie Oh Ramona und Wägem Gäld, die auch noch Jahre später von der Band intoniert und auf diversen Compilations veröffentlicht wurden. Ende der 1970er Jahre begann Siegrists Musikerfreundschaft mit dem Protestsänger und Liedermacher Tinu Heiniger. Sie führte ab 1981 über mehrere Jahre zu gemeinsamen Tournee- und Studioproduktionen, darunter der in Langenthal produzierten Doppel-LP Live im Chrämerhuus und dem von Büne Huber produzierten Album Läbe wie ne Chatz. Heinigers unbequemen und tiefgründigen Texte inspirierten Siegrist zu Liedern wie Heimatland und Fahne im Wind.
Neben seiner Arbeit als Komponist und Texter produzierte Siegrist 1981 den Span-Longplayer Tschou tsäme (live im Atlantis Basel) und organisierte Konzerte für die Band. Er erreichte für Span einen Deal mit dem Major-Label Ariola Eurodisc. Das erste Studioalbum von Span, Spanton Spontan, wurde im Soundville-Studio in Luzern produziert und enthält das Original des Titels Louenesee. Der Song erfuhr zuerst keine grosse Beachtung. Jahre später setzte sich die Melodie bei Publikum und Medien durch und wurde zum Evergreen. Span erreichte durch den Song und seine intensiven Konzerte mit typischem Berner Rock Kultstatus. 1987 gründete Siegrist seine eigene Band. Im Sunrise-Studio Kirchberg (Kanton St. Gallen) realisierte er unter der Regie von Heiri Vogel das Debüt-Album Eins. Zusammen mit Kuno Lauener von Züri West, die dort gleichzeitig ihre Maxi-Single Kirchberg aufnahmen, komponierte und interpretierte er den Song Niemer.
1989 komponierte Siegrist den Song Loufetal als Reaktion auf eine Abstimmung von 1983, die den Übertritt des Laufentals vom Kanton Bern zum Kanton Basel-Landschaft betraf; sie fiel zugunsten Berns aus, nachdem die Berner Behörden illegal 333'281 Franken an die Aktion bernisches Laufental und damit in den Abstimmungskampf überwiesen hatten. In der Folge gab das Bundesgericht einer Beschwerde der Laufentaler Bewegung Recht, und die Abstimmung musste wiederholt werden. Loufetal wurde von der Jungen Kraft Laufental anlässlich des neuen Abstimmungskampfes als Single veröffentlicht. Die Abstimmungswiederholung fand am 12. November 1989 statt. Sie fiel diesmal zugunsten des Kantons Basel-Landschaft aus und bestätigte damit Siegrists Textzeile «Loufe chasch nid choufe, nid mit em ganze Gäud vor Wäut».
1991 veröffentlichte Siegrist mit Basler Band das zweite Album, I mine Ouge. Als Gastmusiker fungierten die ehemaligen Weggefährten Hofer (I mine Ouge) und Heiniger (Heimatland) sowie die Schweizer Blues-Harp-Spielerin Dänu Krieg (Heimatland). Im gleichen Jahr nahmen Siegrist und Hofer unter dem Titel Rockrat den Song Stars auf. Die Single diente dem aus Schweizer Musikern gebildeten «Rockrat», um sich auf kulturpolitischem Parkett für mehr Schweizer Popmusik am Schweizer Radio und Fernsehen einzusetzen. 1992 erhielt die Dänu Siegrist Band vom Zytglogge-Verlag eine Einladung, am Projekt Matter Rock teilzunehmen, einer Hommage an Mani Matter. Siegrist ist neben Patent Ochsner, Hanery Amman und Stephan Eicher einer von 24 Künstlern, die Matter-Lieder als Popsongs interpretierten. Er produzierte dafür im Powerplay-Studio in Maur unter der Regie von Tonmeister Eric Merz den Titel Ds Nünitram. Anschliessend realisierte die Dänu Siegrist Band ihr Album Nimm mi mit.
1994 schaffte sich neben seiner musikalischen Tätigkeit ein zweites Standbein und gründete zusammen mit Musikfachleuten das Nordwestschweizer Musiknetzwerk RFV Basel, für das er bis Ende Oktober 2013 wirkte. 1995 er sein viertes Album, Dänu Siegrist Band, und ging mit der Band unplugged auf die Lysligi Tour. Der Song Fahne im Wind, eine Mundarthymne gegen Opportunismus, wurde auf dem Sampler Swiss Band Aid veröffentlicht, der Titel Ha no e Ring vo dir (Gastmusiker Hank Shizzoe) erreichte die Rotation von Radio DRS 3. Wasser u Brot war 2000 die letzte Studioproduktion der Dänu Siegrist Band, und ab dem Millennium begann eine Reihe von Solo-Aktivitäten Siegrists als Singer-Songwriter.
2014, in Zusammenarbeit mit dem Produzententeam Giacun Schmid, Darren Hayne und den Basler Musikern François Terrapon, Luc Montini und Eric Gut, entstand im One Drop Studio (Basel) der Soundtrack zum Album Chansons Urban. Zu Gast an den Tasten war der Niederländer Pim Kops (De Dijk). Nach sechs Jahren Pause entstand während des Coronajahres 2020 in absoluter Eigenregie das neue Album Rohschtoff in Siegrists Homestudio. Es wurde nach der Vorab-Single Fründe im Frühling 2021 auf Online-Downloadplattformen und Streaming-Diensten veröffentlicht.

## Diskografie
- 1978: Polo’s Schmetterding, LP – Polo Hofer Schmetterding
- 1979: Polo’s Schmetterding, LP – Tip-topi-Type
- 1981: Polo’s Schmetterding, LP – Enorm in Form (Solo auf Heisse Summer)
- 1981: Dialäkt Rock, LP – (Polo’s Schmetterding: Heisse Summer, Span: Bärner Rock)
- 1981: Tinu Heiniger, LP – live im Chrämerhuus (Doppel-LP)
- 1981: Span, LP – Tschou tsäme (live im Atlantis Basel)
- 1983: Span, LP – Spanton Spontan
- 1984: Span, LP – Unterwägs
- 1985: Polo’s Schmetterding, LP – 12 Schmetterhits (Compilation)
- 1985: Span, LP – Spanoptikum
- 1985: Span, LP – S’Zäni (Compilation)
- 1987: Dänu Siegrist Band, LP – Eins
- 1990: Tinu Heiniger, CD – Jede chunnt u jede geit
- 1991: Dänu Siegrist Band, CD – I mine Ouge
- 1991: Rockrat, CD-Single (Stars, Polo Hofer / Dänu Siegrist)
- 1992: Matter Rock, CD – (Versch. Interpreten, Ds Nünitram)
- 1992: Dänu Siegrist Band, CD – Nimm mi mit[5]
- 1993: Tinu Heiniger, CD – Läbe wie ne Chatz
- 1993: Swiss Band Aid, CD – (Dänu Siegrist Band: Fahne im Wind)
- 1995: Dänu Siegrist Band, CD – Dänu Siegrist Band
- 1996: Tinu Heiniger, CD – Morgeliecht
- 1997: Dänu Siegrist Band, CD – Nächt wie hie… (Dänu Siegrist Band: Nimm mi mit)
- 2000: Dänu Siegrist Band, CD – Wasser u Brot
- 2005: Dänu Siegrist Band, CD – s’bescht Mundart Album wo’s git, Vol. 4 (Dänu Siegrist Band: Nimm mi mit)
- 2014: Dänu Siegrist, CD – Chansons Urban
- 2021: Dänu Siegrist, Album – Rohschtoff